# Onorato II Caetani
Onorato II Caetani d'Aragona (Fondi, 1414 – Fondi, 25 aprile 1491) è stato un nobile e mecenate italiano, conte di Fondi, logoteta e protonotario del Regno di Napoli.

## Biografia
Nacque nel 1414 dal conte Cristoforo Caetani e dalla napoletana Giovannella del Forno. Sposò nel 1428 Francesca di Capua, figlia del ciambellano Fabrizio di Capua. A seguito della battaglia navale di Ponza, vinta dai Genovesi il 5 agosto 1435, fu preso prigioniero insieme al re Alfonso V d'Aragona. Nel 1441 divenne conte di Fondi, e dopo la conquista del regno di Napoli, conclusa da Alfonso V d'Aragona nel 1442, ebbe l'ufficio di logoteta e protonotario; fu anche presidente del Sacro regio consiglio (1454) e governatore della città di Napoli (1460). 

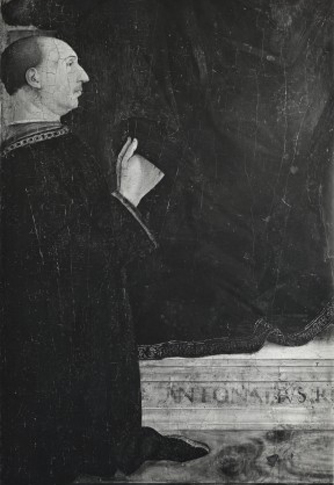
Onorato II Caetani in un dipinto di Antoniazzo Romano, 1476

Nel 1466 re Ferrante I d'Aragona gli concesse il privilegio di aggiungere al proprio il cognome d'Aragona. Ebbe buone doti imprenditoriali nel settore dell'olio e dei tessuti di lana: nel 1456 fece costruire e armare a Gaeta una nave della capacità di 1.000 botti, battezzata “Nostra Domna, Spirito Sancto, Sancto Tomase”, e la offrì al papa Callisto III per rifornire di frumento e olio la flotta giunta in Sicilia per la crociata contro i Turchi. 
Dopo la morte della prima moglie, sposò Caterina, figlia di Carlo Pignatelli. Attuò a Fondi un ambizioso progetto di rinnovamento artistico e monumentale della città, ricostruendo ex novo alcune chiese, ristrutturando il palazzo comitale e il castello; intervenne anche in fabbriche monumentali a Gaeta e a Traetto (Minturno).  A Napoli la sua attività di mecenate investì anche il Palazzo Caetani, il chiostro di Santa Maria di Piedigrotta, le chiese del Carmine Maggiore e di S. Agostino Maggiore. Commissionò opere a diversi artisti, primo tra tutti il pittore Cristoforo Scacco, a Antoniazzo Romano, Tommaso Malvito e Domenico Gagini; inoltre, a Luca di Sant'Elia, Cola di Tommaso, Giacomo Pignetore.  Quando nel 1485 scoppiò la seconda rivolta baronale, suo figlio Pierbernardino, conte di Morcone, vi prese parte contro la volontà del genitore, sempre fedele alla casa reale, e vi entrò così in conflitto, cosicché quando nel 1487 la rivolta fu sedata nel sangue, Onorato si adoperò con tutte le proprie forze affinché il figlio fosse punito come si conveniva, nonostante Ferrante si mostrasse disposto a concedergli il perdono in segno di riconoscimento per i meriti del genitore, che non aveva risparmiato né risorse né denaro, nonostante l'età avanzata, per sostenere il sovrano nella repressione della rivolta. Onorato si mostrò irremovibile e Pierbernardino il 18 gennaio 1487 venne rinchiuso dal re nella Torre di San Vincenzo, dove morì di dolore e disperazione nel Marzo di quell'anno.
Questo fatto suscitò grande scandalo "cum tanto universale biasimo et vituperatione del c. de Fundi suo patre quanto dire se pote" in primo luogo perché non si credette né parse verosimile che Pierbernardino "come figlio et pur de la qualità digna che è" potesse mai tentare "ni pur pensare" di commettere patricidio, in secondo luogo che si stimò essere opera della matrigna Caterina, per l'inimicizia che era fra di loro, affinché ella potesse avere meglio modo di derubare a suo piacimento il marito. Il padre Onorato si giudicava pentito di questa azione e si credette che "ogni dì serà più".
Camillo Porzio, storico napoletano del XVI secolo, scrive che Ferrante, per ricompensare Onorato della sua fedeltà, concesse in sposa la propria nipote Sancia, figlia illegittima del duca di Calabria, all'omonimo nipote di questi, Onorato III Caetani, e stabilì che la ragazza portasse in dote al marito i beni e la vita del padre, e che dunque Pierbernardino fosse risparmiato, ma questi non si salvò comunque, poiché morì prima delle nozze. Onorato ammogliò ugualmente il nipote il 7 maggio del 1487 alla nipote del re, imparentandosi così con la casa d'Aragona.
Morì a Fondi, nel palazzo Caetani, il 25 aprile 1491 lasciando i due nipoti sotto la tutela della seconda moglie Caterina Pignatelli e del fratello Giordano Caetani, patriarca di Antiochia e arcivescovo di Capua. Fu sepolto a Fondi, in abito francescano, nel sepolcro marmoreo, oggi disperso, che si era fatto costruire dal marmorario Luca di Sant'Elia nella chiesa di S. Francesco.

## Discendenza
Dalla prima moglie Onorato ebbe i seguenti figli:
- Baldassarre, primogenito, conte di Traetto, sposò Antonella Caracciolo. Morì intorno al 1480.
- Pierbernardino, secondogenito, conte di Morcone, sposò Costanza di Roberto Orsini dei conti di Pacentro.
- Antonio, terzogenito, sposò Medea di S. Agapito, signore di S. Marco La Catola.[6]
- Caterina, sposò Carlo di Sangro, signore di Torremaggiore.
- Giovannella, sposò Giovanni Cantelmo, conte di Popoli.
- Lucrezia, moglie di Scipione Pandone, conte di Venafro.
- Guglielmo, defunto nel 1478.[7]
- Cola Antonio, detto Colella, protonotario apostolico.[8]